# Козеницкий уезд
Козеницкий уезд — административная единица в составе Радомской губернии Российской империи, существовавшая c 1844 года по 1919 год. Административный центр — город Козеницы.

## История
Уезд образован в 1844 году в составе Радомской губернии Российской империи. В 1919 году преобразован в Козеницкий повят Келецкого воеводства Польши.

## Население
По переписи 1897 года население уезда составляло 110 670 человек, в том числе в городе Козеницы — 6882 жит.

### Национальный состав
Национальный состав по переписи 1897 года:
- поляки — 90 456 чел. (81,7 %),
- евреи — 13 745 чел. (12,4 %),
- немцы — 3580 чел. (3,2 %),
- русские — 2057 чел. (1,9 %),

## Административное деление
В 1913 году в состав уезда входило 19 гмин: 
| - Бобровники — д. Мейско-Домброва, - Бржезница — д. Бржезница, - Бржуза — д. Бржуза, - Грабов-над-Вислов — д. Грабов-Старый, - Грабов-над-Пилицею — д. Боже, - Гура-Пулавска — д. Гура-Пулавска, - Едльня — д. Едльня, - Зволень — пос. Зволень, - Козеницы — г. Козеницы, - Мариамполь — д. Мариамполь, | - Обласы — пос. Яновец, - Полична — д. Полична, - Рознишев — д. Вильчковице-Дольна, - Сарнов — д. Олексов, - Сверже-Гурне — д. Сверже-Гурне, - Сецехов — д. Клишторна-Воля, - Сусковоля — д. Сусковоля, - Тржебень — д. Тржебень, - Тчевче — д. Тчев-Средний. |